# Oncidium culuenense
Oncidium culuenense là một loài thực vật có hoa trong họ Lan. Loài này được (Docha Neto & Benelli) Königer mô tả khoa học đầu tiên năm 2008.